# Гесперийский период
Гесперийский период — период геологической истории Марса (от 3,74—3,5 до 3,46—2,0 млрд лет назад). Назван по Гесперийскому плато (лат. Hesperia Planum) или плато Гесперид.
Делится на 2 эпохи:
- раннегесперийская (от 3,74—3,5 до 3,65—3,2 млрд лет назад),
- позднегесперийская (от 3,65—3,2 до 3,46—2,0 млрд лет назад).

## Описание
Гесперийский период характеризуется значительной вулканической активностью и катастрофическими наводнениями, в результате которых на поверхности образовались каналы оттока. Гесперийский период является промежуточным и переходным в истории Марса: в это время климат изменился от влажного и тёплого, свойственного нойскому периоду, к холодному и сухому, который можно наблюдать и сейчас. Гесперийский период на сегодняшний день не имеет точной датировки. Его начало следует сразу по окончании Тяжёлой бомбардировки и, возможно, совпадает с началом позднеимбрийского периода Луны около 3,7 миллиардов лет назад. Конец периода определён менее точно и датируется между 3,5 и 2 миллиардами лет назад, чаще всего звучит оценка в 3 миллиарда лет назад. Гесперийский период по времени примерно соответствует раннему архейскому эону.
С прекращением Тяжёлой бомбардировки в конце нойского периода вулканизм стал основной причиной геологических процессов на Марсе, в результате которых образовались обширные трапповые провинции и гигантские вулканические постройки (патеры). К гесперийскому периоду относится начало формирования всех крупных щитовых вулканов Марса, включая Олимп. С вулканическими газами в атмосферу Марса попало большое количество диоксида серы (SO2) и сероводорода (H2S) . В результате процессов выветривания филлосиликаты стали замещаться сульфатами.
По всей видимости к началу позднего периода гесперийского периода плотность атмосферы Марса снизилась до современных значений. По мере остывания планеты подземные воды, содержавшиеся в толще планетарной коры, сформировали толстый слой мерзлоты, перекрывающий глубинные зоны с водой в жидкой фазе. В результате вулканической и тектонической деятельности слой мерзлоты проламывался и на поверхность освобожались значительные объёмы жидкой воды, которые стекая образовывали русла и промоины.
Гесперийская система и гесперийский период были названы по Гесперийскому плато — умеренно покрытому кратерами высокогорному региону, находящемуся к северо-востоку от равнины Эллада. Эта область состоит из холмистых равнин, подвергшихся сильной ветровой эрозии и пересечена грядами, напоминающими аналогичные, встречающиеся в лунных морях.
В гесперийском периоде Марс имел постоянную гидросферу. Северную равнину планеты тогда занимал солёный океан объёмом до 15—17 млн км³ и глубиной 0,7—1 км (для сравнения, Северный Ледовитый океан Земли имеет объём 18,07 млн км³). В отдельные промежутки времени этот океан распадался на два. Один океан, округлый, заполнял бассейн ударного происхождения в районе Утопии, другой, неправильной формы, — район Северного полюса Марса. В умеренных и низких широтах было много озёр и рек, на Южном плато — ледники. Марс обладал очень плотной атмосферой, аналогичной той, которая в то время была у Земли, при доходившей у поверхности до 50 °C температуре и давлении свыше 1 атмосферы. Не исключено, что в гесперийском периоде на Марсе существовала и биосфера: в трех метеоритах марсианского происхождения — ALH 84001, Нахла и Шерготти группой американских ученых были обнаружены образования, схожие с окаменелыми останками микроорганизмов возрастом от 4 миллиардов до 165 миллионов лет.
Геологические периоды Марса в млн лет